# نایس سیستمز

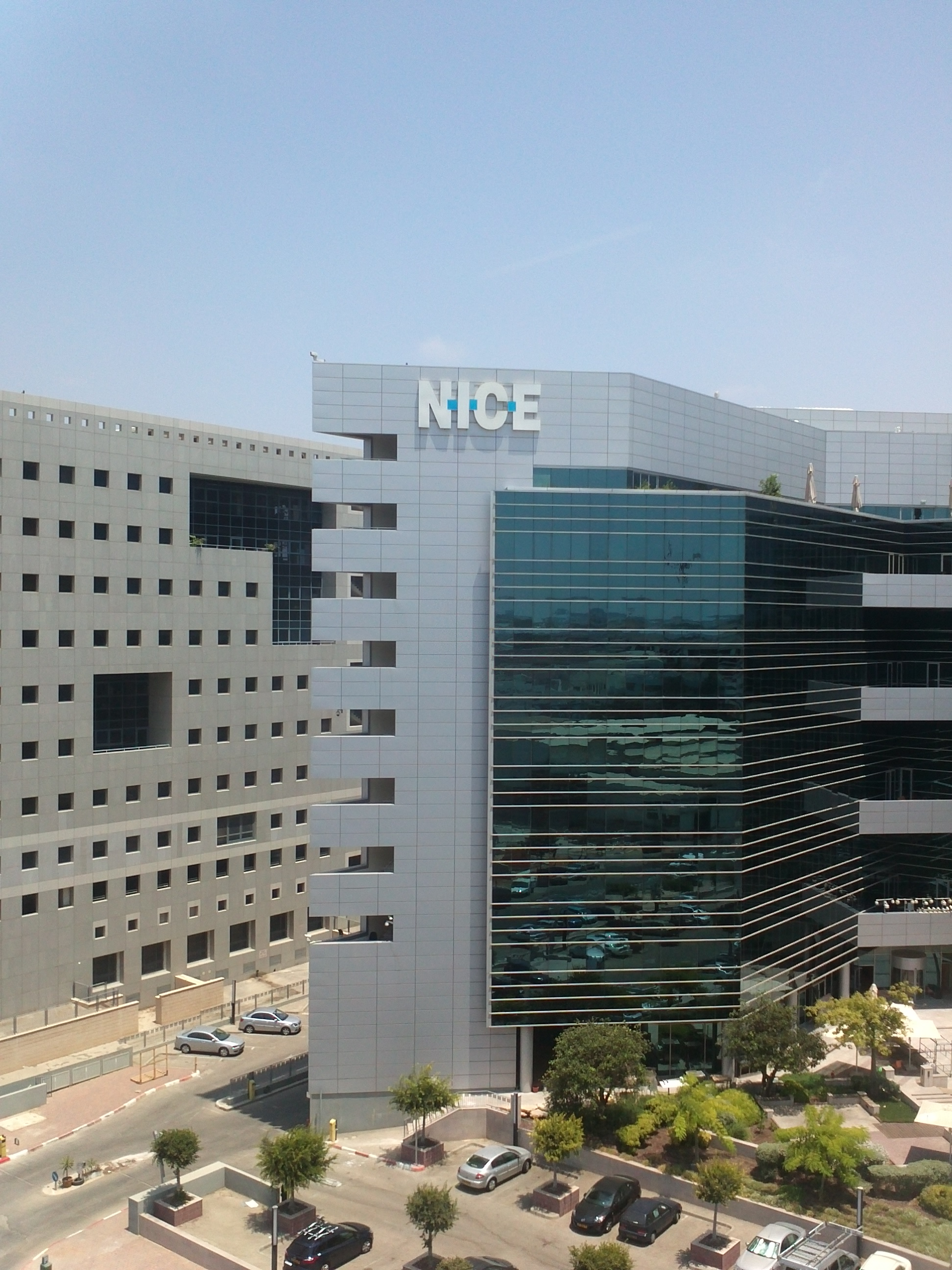
ساختمان مرکزی شرکت نایس سیستمز در شهر رعانانا

نایس سیستمز (به انگلیسی: NICE Systems) شرکت مشاوره اطلاعاتی اسرائیلی است، که در زمینه ارائه خدمات نرم‌افزاری، مشاور مدیریت و مشاوره اطلاعاتی فعالیت می‌کند. 
این شرکت در سال ۱۹۸۶ تحت نام نپتون اینتلیجنس کامپیوتر اینجنیرینگ (به انگلیسی: Neptune Intelligence Computer Engineering) تأسیس شد. شرکت نایس سیستمز خدمات مشاوره اطلاعاتی و نرم‌افزارهای رایانه‌ای را، در صنایع مختلف شامل مخابرات، خدمات مالی و بانکداری، خرده‌فروشی، رسانه‌های گروهی، پزشکی و داروسازی، گردشگری و خدمات حمل‌ونقل عمومی را ارائه می‌نماید.
دفتر مرکزی این شرکت در شهر رعانانا، اسرائیل قرار دارد و بخشی از سهام آن در بازارهای بورس تل‌آویو و بورس نزدک معامله می‌شود.